# Leo Mittler
Leo Mittler, född 18 december 1893 i Wien, död 16 maj 1958 i Berlin Tyskland, var en tysk regissör och manusförfattare.

## Regi i urval
- Cheer Up (1936)
- The Last Waltz (1936)
- La Incorregible (1931)
- Sonntag des Lebens (1931)
- Der König von Paris (1930)
- Jenseits der Straße - Eine Tragödie des Alltags (1929)
- In der Heimat, da gibt's ein Wiedersehn! (1926)

## Filmmanus i urval
- Song of Russia (1944)
- The Ghost Ship (1943)
- Les Otages (1938)
- Sechzehn Töchter und kein Papa (1928)